# Cueva de la Motilla
La cueva de la Motilla es una cueva del término municipal de Jerez de la Frontera (Cádiz) España. Contiene arte sureño, típico del sur de Andalucía (España).

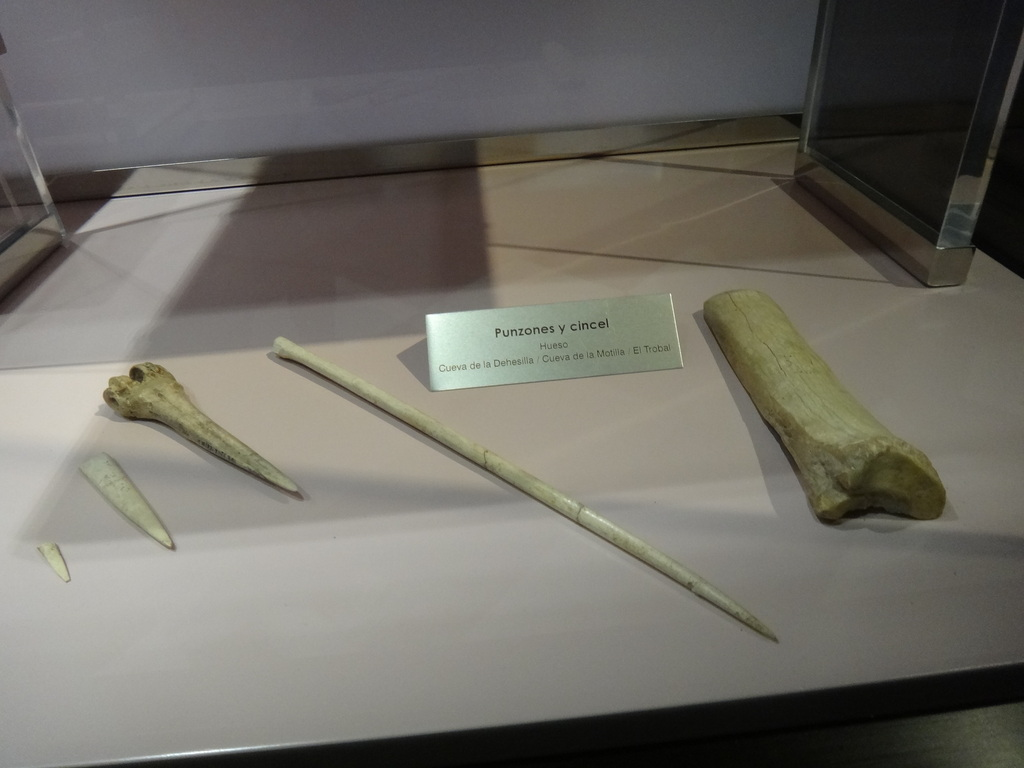
Restos

## Exploración
Se han topografiado más de nueve mil metros de galerías de la cueva, principalmente por el Grupo de Investigaciones Espeleológicas de Jerez (GIEX)

## Conservación
A pesar de ser un Bien de Interés Cultural, está escasamente protegida. Esto supone no solo un peligro para el patrimonio, sino también para los visitantes.
En 2019 se trabaja en el estudio de su potencial